# Georg Waldau (affärsman)
Georg Wilhelm Waldau (Valdau), född 17 oktober 1862, Västerfärnebo, Västmanlands län, död 13 december 1942 i Santa Cruz, Teneriffa, Kanarieöarna, Spanien, var en svensk affärsman och samlare.
Han var son till major Johan Oscar Waldau (1822–1878) och Maria Sofia Sandels (1839–1874) och från 1909 gift med Ida Maria Lórange Waldau (1880-1935). Han deltog i en expedition till Kamerun 1883–1895 och bildade där tillsammans med Knut Knutson ett handelshus i slutet av 1800-talet. De förvärvade betydande landområden samt anlade plantager och faktorier. När tyskarna annekterade Kamerun lade de beslag på firman Knutson & Waldaus domäner för tyska statens räkning. Under sin tid i Kamerun samlade han på sig ett stort antal värdefulla konstföremål från Västafrika liksom föremål som speglar vardagslivet. Samlingen kom in till Statens Etnografiska Museum som deposition 1919 och införlivades med museets samlingar 1959. Waldau var från 1909 bosatt på Teneriffa, Kanarieöarna.